# Peprilus snyderi
Peprilus snyderi är en fiskart som beskrevs av Gilbert och Starks, 1904. Peprilus snyderi ingår i släktet Peprilus och familjen Stromateidae. IUCN kategoriserar arten globalt som livskraftig. Inga underarter finns listade i Catalogue of Life.